# Lisa Portengen
Lisa Portengen (Amsterdam, 1972) is een Nederlandse actrice en ondernemer.
Portengen volgde de Kleinkunstacademie in Amsterdam, is werkzaam als actrice en docent en heeft een eigen bedrijf. In 1999 maakte ze deel uit van de zang/toneelgroep "Singing Apart Together" samen met Daniëla Oonk, Evelyn Kallansee en Mirjam van Dam. In 2000 deed zij mee aan het survival programma Expeditie Robinson. In 2000 had zij een kleine rol in de Nederlandse speelfilm "Lek" en in 2003 speelde zij Janine in de Nederlandse speelfilm "Liever Verliefd". Ook speelde zij in de Nederlandse soapserie "Onderweg naar Morgen" de rol van Heleen Hagen. Portengen speelde ook in diverse commercials. In 2012 was ze in Goede tijden, slechte tijden te zien als Saskia, de collega van Nuran Baydar. Van oktober 2013 tot februari 2014 tourde zij langs de theaters met een eigen theatershow. Sinds 2004 is zij parttime bewegingsdocent aan de Kleinkunstacademie te Amsterdam.
- International Standard Name Identifier: 0000 0004 5285 6361
- Nederlandse Thesaurus van Auteursnamen: 392104806
- Virtual International Authority File: 317290900
- WorldCat: E39PBJvt73W84Fjm4XPbHhMMfq